# ایزومی، توکوشیما
ایزومی، توکوشیما (به لاتین: Aizumi, Tokushima) یک سکونتگاه مسکونی در ژاپن است که در استان توکوشیما واقع شده‌است.

## خصوصیات
ایزومی ۳۱٬۶۲۳ نفر جمعیت دارد.